# Lambert-Sigisbert Adam

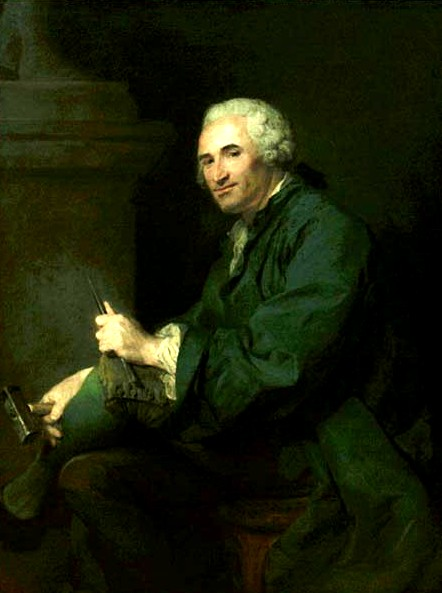
Lambert-Sigisbert Adam, von Jean-Baptiste Perronneau, 1753, Öl auf Leinwand, Paris, Louvre. Eines der beiden Porträts Perronneaus für die Aufnahme in die Académie Royale

Lambert-Sigisbert Adam (* 10. Oktober 1700 in Nancy, Herzogtum Lothringen, heute Frankreich; † 13. Mai 1759 in Paris) war ein französischer Bildhauer des Barock und Vorbereiter des Rokoko, der von seinen Zeitgenossen besonders für seine Statuen in den Gartenanlagen der Schlösser von Versailles und Sanssouci gerühmt wurde.

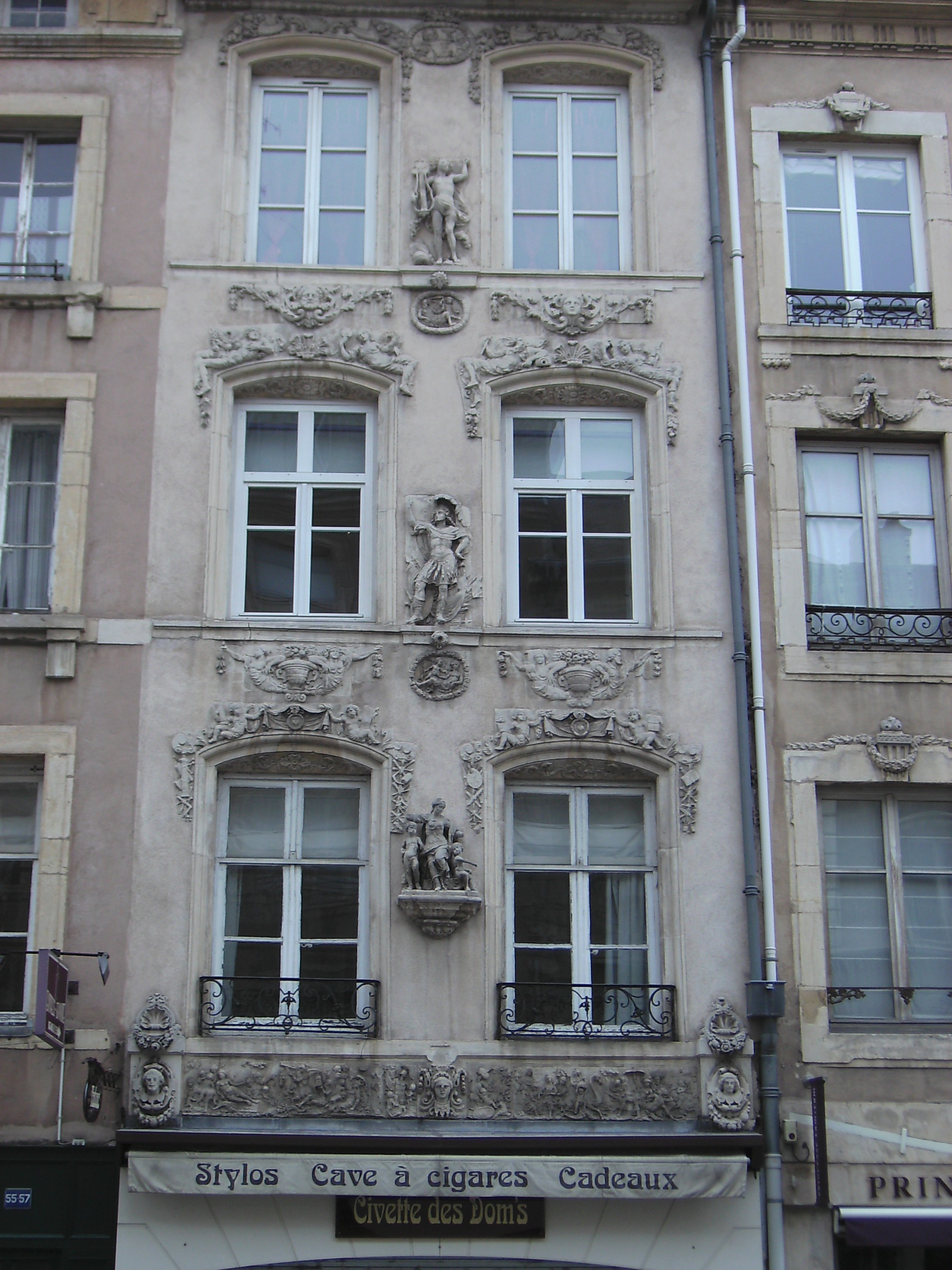
Haus der Familie Adam, rue des Dominicains, Nancy

Lambert-Sigisbert Adam – auch Adam l’aîné, also „Adam, der Ältere“ genannt – wurde in Nancy als ältester von drei Söhnen des ebenfalls renommierten Bildhauers Jacob-Sigisbert Adam (* 1670; † 1747) in eine regelrechte Bildhauerdynastie hinein geboren.

## Ausbildung
Seine Ausbildung absolvierte er bei seinem Vater in den Werkstätten in Metz und Paris innerhalb des Ateliers des François Dumont. Nachdem er 1723 den begehrten grand prix de sculpture gewonnen hatte, ging Lambert-Sigisbert mittels des damit verbundenen Stipendiums für zehn Jahre nach Rom, um dort an der Académie de France à Rome seine Künste zu vervollkommnen.

## Studium und Arbeit in Rom
Dort geriet er stark unter den Einfluss des in Rom damals überaus hoch eingeschätzten Bildhauers Gian Lorenzo Bernini, dessen expressive Figurensprache auch in vielen der Werke Adams durchscheint.
Während seines Aufenthalts galt er als Protegé des Kardinals Melchior de Polignac, des französischen Botschafters am Vatikan, für den er einige antike Statuen kopierte und restaurierte. So gilt als sicher, dass er insbesondere die Bekleidung von rund einem dutzend Statuen aus der angeblichen „Villa des Marius“ restauriert hat. In jene Phase fiel auch seine Wahl als Mitglied in die Accademia di San Luca um 1732.
Im Verlauf seines langen Studiums in Rom eignete er sich eine Technik und Sensibilität an, die den weiteren Übergang vom Barock zum Rokoko markiert. Ein Zeugnis dafür sind seine Vorlieben für arrangierte Wasserszenen und das unmittelbare „Hervortreten“ von schicksalhaften Skulpturen aus Wasserfontänen oder Allegorien.
Diesem Hang hätte Adam im Falle eines Erfolgs beim ausgeschriebenen Wettbewerb zum Entwurf des Trevi-Brunnens 1731 besonders ausleben können. Doch blieb er dabei dem älteren Landsmann Edmé Bouchardon, der ebenfalls seit längerer Zeit am Tiber weilte, unterlegen. Allerdings konnte sich Bouchardon ebenfalls nicht an seinem Erfolg erfreuen, da der Papst Clemens XII. sich nicht durchringen konnte der Wahl seiner Jury zu folgen und somit den italienischen Architekten Nicola Salvi mit der Ausgestaltung der Fontana de Trevi beauftragte.
Lambert-Sigisbert Adam verkraftete diese Niederlage gut, da er etliche andere Aufträge in Rom erhielt, wie zum Beispiel den eines Reliefs für die Orsini-Kapelle in San Giovanni in Lateran.

## Aufträge für den französischen und preußischen Hof

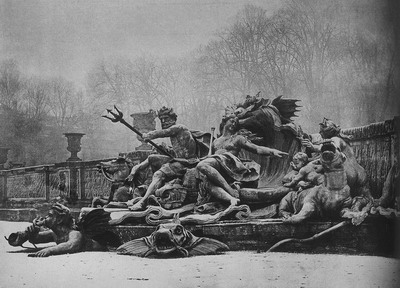
Triomphe de Neptune et d’Amphitrite, Versailles, 1740

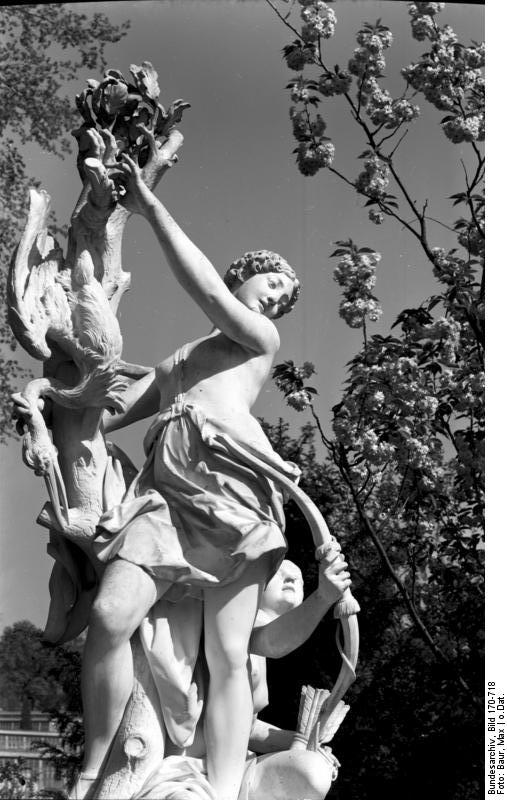
Allegorie der Luft, 2 Nymphen mit erlegtem Reiher

Nach seiner Rückkehr in die Heimat arbeitete Lambert-Sigisbert mit seinem jüngeren Bruder Nicolas Sébastien Adam (1705–1778) als Team weiter. Vom französischen Königshof erhielten sie mehrere Aufträge für die großformatige dekorative Ausstattung der Gärten des Königs. Ihr bekanntestes Werk in diesem Projekt war die Ausgestaltung der zentralen Gruppe im Bassin des Neptun im Schlosskomplex von Versailles (Triomphe de Neptune et d’Amphitrite, 1740). Bereits ihre Zeitgenossen rühmten sie ebenfalls für die Kaskaden des Schlosses von Saint-Cloud („La Seine et La Marne“), die 1870 von den Preußen während der Kampfhandlungen des Deutsch-Französischen Krieges zerstört wurden. Für die Aufnahme in die Académie royale de peinture et de sculpture 1737 schuf er einen Neptun, der mit seinem Dreizack die aufgewühlten Wellen beruhigt (Louvre).
Beide Adams arbeiteten auch indirekt für Friedrich den Großen im Komplex des Palais von Sanssouci in Potsdam (Allegorie der Luft, 1749). Ludwig XV. hatte Friedrich II. jene Skulpturen geschenkt, da er zum Teil in seinen eigenen Gärten keinen Platz mehr für sie fand. Der jüngste der Brüder, François Gaspard Adam, wurde hingegen in der Folge sogar Hofbildhauer des Preußenkönigs.
Weniger erfolgreich mit seinen Porträtstudien rechnete man Lambert-Sigisbert längere Zeit eine Büste mit der idealisierenden Darstellung „Ludwig XIV. als Apollo“ zu (Terrakotta, Victoria and Albert Museum, London), deren Zuordnung man jedoch bereits in den 1980er Jahren glaubhaft anzweifelte.

## Familie Adam
Aus Lothringen stammend gehörten die Adams aus einer langen Linie von Bronzegießern und Bildhauern in Nancy. Mütterlicherseits waren die drei Brüder Onkel des ebenfalls sehr bekannten Bildhauers Claude Michel, der allgemein nur Clodion genannt wurde. Lambert-Sigisbert Adam übernahm bis zu seinem frühen Tod dessen Ausbildung in Paris.

## Werke
Skulpturen

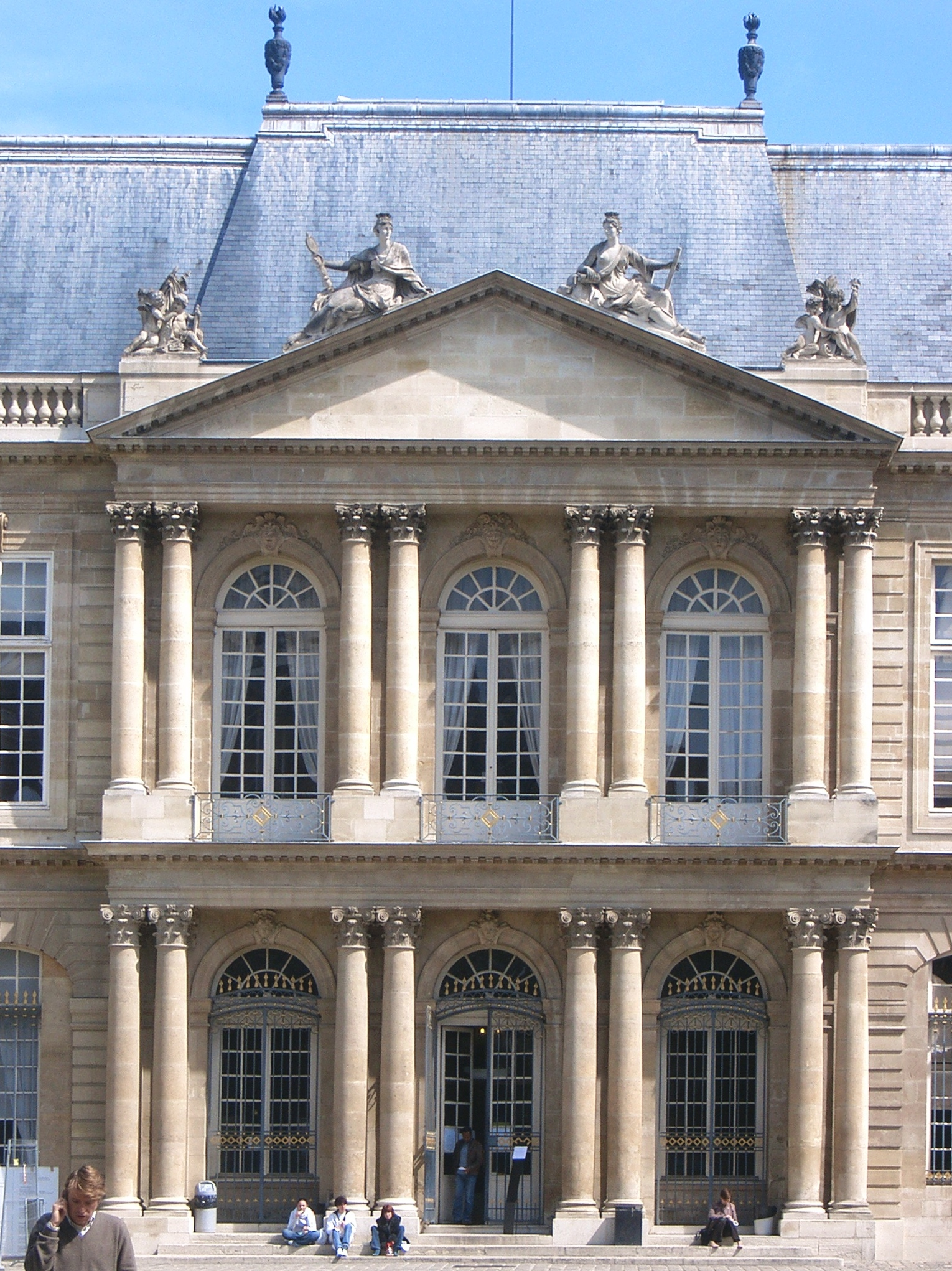
Giebel des Hôtel de Soubise

- La Douleur (1732), Büste, Marmor, Rom, Accademia di San Luca
- Apparition de la Vierge à saint André Corsini (1732), Marmor, Rom, Basilika San Giovanni in Lateran
- La Seine et La Marne (1733–1734), Marmor, Saint-Cloud, Park von Saint-Cloud[3]
- Neptune calmant les flots irrités auch genannt Neptune calmant la tempête, accompagné d'un triton (1737), Ensemble, Marmor, Paris, Louvre[4]
- zusammen mit seinem Bruder Nicolas Sébastien Adam, Le Triomphe de Neptune et d'Amphitrite (1735–1740), Blei, Versailles, Châteaux de Versailles et de Trianon
- ebenfalls zusammen mit seinem Bruder Nicolas Sébastien Adam Außen- und Innendekoration des Hôtel de Soubise (1735–1739), Paris
- L'Air, auch genannt Diane chasseresse oder La Chasse (1749), Marmor, Potsdam, Palais von Sanssouci[5]
- La Pêche (1739–1749), Marmor, Potsdam, Palais von Sanssouci[6]
- La Poésie (1752), Statue, Marmor, Paris, Louvre: im Auftrag von Madame de Pompadour für das Vestibül in Châteaux Bellevue[7]
- Porträt Ludwig XV. als Apollo, Büste, Nancy, Musée lorrain
- Putte mit Hummer, Kleinstatuette, Bronze, London, Heim Gallery
- Saint Jérôme, Paris, Invalidendom

Abhandlungen
- Lambert Sigisbert Adam, Collection de sculptures antiques grecques, et romaines, trouvées à Rome dans les ruines des romaines, trouvées à Rome …, Paris 1753.